# Безбожный крокодил
«Безбожный крокодил» — советский сатирический журнал, выходивший в Москве в 1924—1925 годах в качестве бесплатного сатирического приложения к газете Безбожник. Ответственный редактор издания — Емельян Ярославский. Журнал был цветной, имел качественные иллюстрации

## История издания
Впервые Безбожный крокодил появился 13 января 1924 года в номере 2(55) Безбожника в качестве специального сатирического отдела газеты. Он занимал верхнюю половину всех четырёх полос, имел яркий заголовок, и включал фельетоны, басни, сатирические стихи и антирелигиозные карикатуры.
С 10 февраля 1924 года Безбожный крокодил стал выходить на отдельном газетном листе, который можно было складывать в тетрадь. Читателям предлагалось вырезать эти листы и сшивать их, создавая самостоятельный сатирический журнал с нумерацией страниц, постоянными отделами и рубриками.
Первые восемь номеров выходили еженедельно, и тираж увеличился с 34 до 210 тысяч экземпляров за два месяца.

## Тематика и содержание
Безбожный крокодил был инструментом антирелигиозной пропаганды, разоблачал деятельность священников и сектантов, критиковал недостатки антирелигиозной работы на местах. В журнале публиковались произведения, освещавшие реакционную роль церкви, её связи с эксплуататорскими классами и капиталом.

### Авторы
В издании участвовали известные советские сатирики, такие как Демьян Бедный, А. Зорич, С. Городецкий и другие. Художественным отделом руководил М. Черемных.

### Рубрики
Среди постоянных рубрик были «Вилы в бок», «Крокодилу на зубок», «Раек», «Страница читателей», основанные на материалах рабочих и сельских корреспондентов.

## Изменение периодичности и закрытие
С апреля 1924 года журнал планировалось издавать раз в две недели, однако этот график не соблюдался, журнал стал выходить с большими перерывами.
Во второй половине 1924 года предпринимались попытки возродить сатирическое приложение. В сентябре был выпущен пробный номер иллюстрированного журнала Весёлый безбожник, однако он не получил продолжения; затем редакция газеты Безбожник начала выпускать новый крестьянский антирелигиозный сатирический журнал под названием Безбожник, но после шести номеров и его издание было прекращено.
В июле 1925 года был предпринят последний возврат к формату Безбожного крокодила; после этого издание окончательно прекратилось.